# دیبکاسین
دیبکاسین (انگلیسی: Dibekacin) یک آنتی بیوتیک از خانواده آمینوگلیکوزیدها است که به صورت ترکیبی با سولبنیسیلین مورد استفاده قرار می گیرد.